# James Mirrlees
James Alexander Mirrlees (Minnigaff, Escocia; 5 de julio de 1936-Cambridge, Inglaterra; 29 de agosto de 2018) fue un economista escocés.
Profesor de Cambridge, que fue laureado con el Premio del Banco de Suecia en Ciencias Económicas en memoria de Alfred Nobel en 1996 junto con William Vickrey «por sus contribuciones fundamentales a la teoría económica de los incentivos en condiciones de información asimétrica».
Entre sus obras destacan su Manual de análisis de proyectos industriales en países en desarrollo y su Modelos de crecimiento económico.

## Formación
Fue educado en la Universidad de Edimburgo (MA en Matemáticas y Filosofía Natural en 1957) y en el Trinity College de Cambridge (Matemáticas y PhD en 1963 con el título de tesis Optimum Planning for a Dynamic Economy, supervisada por Richard Stone). Un contemporáneo, Quentin Skinner, ha sugerido que Mirrlees fue miembro de los Apóstoles de Cambridge junto con Amartya Sen durante ese período.

## Trayectoria
Entre 1968 y 1976, fue profesor visitante en el Instituto de Tecnología de Massachusetts en tres ocasiones. También fue profesor visitante en la Universidad de California, Berkeley (1986) y la Universidad de Yale (1989). Enseñó en la Universidad de Oxford (1968-1995) y la Universidad de Cambridge (1963-1968 y 1995-).
Durante su tiempo en Oxford, publicó documentos sobre modelos económicos por los cuales sería galardonado con el Premio del Banco de Suecia en Ciencias Económicas en memoria de Alfred Nobel. Los documentos se centraron en la información asimétrica, que determina hasta qué punto debería afectar la tasa óptima de ahorro en una economía. Entre otros resultados, demostró los principios de "riesgo moral" y "imposición de ingresos óptima" discutidos en los libros de William Vickrey. La metodología se ha convertido en el estándar en el campo. Mirrlees y Vickrey compartieron el Premio del Banco de Suecia en Ciencias Económicas en memoria de Alfred Nobel de 1996 "por sus contribuciones fundamentales a la teoría económica de los incentivos bajo información asimétrica".
Mirrlees también es cocreador, con el profesor del MIT, Peter A. Diamond del teorema de eficiencia Diamond-Mirrlees, que se desarrolló en 1971. Mirrlees es profesor emérito de economía política en la Universidad de Cambridge y miembro del Trinity College de Cambridge. Pasa varios meses al año en la Universidad de Melbourne, Australia. Actualmente es Profesor Distinguido de la Universidad China de Hong Kong y de la Universidad de Macao.
En 2009, fue nombrado Maestro Fundador del Colegio Morningside de la Universidad China de Hong Kong.
Mirrlees es miembro del Consejo de Asesores Económicos de Escocia. También dirigió la Mirrlees Review, una revisión del sistema fiscal del Reino Unido por el Instituto de Estudios Fiscales.
Sus estudiantes de doctorado han incluido eminentes académicos y legisladores como el profesor Franklin Allen, Sir Partha Dasgupta, el profesor Huw Dixon, el profesor Hyun-Song Shin, Lord Nicholas Stern, el profesor Anthony Venables, Sir John Vickers y el profesor Zhang Weiying.
Mirrlees es ateo, según él mismo ha afirmado: "A los 35 años ya no era cristiano sino ateo"

## Publicaciones
- "A New Model of Economic Growth"(con N. Kaldor), RES, 1962
- "Optimum Growth When Technology is Changing", RES, 1967
- "The Dynamic Nonsubstitution Theorem", RES, 1969
- "The Evaluation of National Income in an Imperfect Economy", Pakistan Development Review, 1969
- Manual of Industrial Project Analysis in Developing Countries, Vol II: Social Cost Benefit Analysis (con I.M.D. Little), 1969
- "An Exploration in the Theory of Optimum Income Taxation", RES, 1971
- "Optimal Taxation and Public Production I: Production Efficiency" (con P.A. Diamond), AER, 1971
- "Optimal Taxation and Public Production II: Tax Rules"(with P.A. Diamond),AER, 1971
- "The Terms of Trade: Pearson on Trade, Debt, and Liquidity", in The Widening Gap (ed. Barbara Ward), 1971)
- "On Producer Taxation", RES, 1972
- "Further Reflections on Project Analysis" (with I.M.D. Little), Development and Planning. Essays for Paul Rosenstein-Rodan (eds. Bhagwati and Eckaus, 1972
- "Fairly Good Plans" (with N.H. Stern), Journal of Economic Theory, 1972
- "Aggregate Production with Consumption Externalities" (with P.A. Diamond), QJE, 1973
- "The Optimum Town", Swedish Journal of Economics, 1972
- "Population Policy and the Taxation of Family Size", Journal of Public Economics, 1972 *"Agreeable Plans" (con P.J. Hammond) and "Models of Economic Growth" (introduction), in Models of Economic Growth (ed. Mirrlees and Stern), 1973
- Project Appraisal and Planning for Developing Countries (con I.M.D. Little), 1974
- "Optimal Accumulation under Uncertainty: the Case of Stationary Returns to Investment", in Allocation under Uncertainty (ed. J. Dreze), 1974
- "Notes on Welfare Economics, Information and Uncertainty", in Essays in Equilibrium Behavior under Uncertainty (eds. M. Balch, D. McFadden, and S. Wu), 1974
- "Optimal Taxation in a Two-Class Economy", Journal of Public Economics, 1975
- "Optimum Saving with Economies of Scale" (con A.K. Dixit y N.H. Stern), RES, 1975
- "A Pure Theory of Underdeveloped Economies, using a Relationship between Consumption and Productivity", in Agriculture in Development Theory (ed. L. Reynolds), 1975
- "The Desirability of Natural Resource Depletion" (with J.A. Kay), in The Economics of Natural Resource Depletion (ed. D.W. Pearce), 1975
- "The Optimal Structure of Incentives and Authority within an Organization", Bell Journal of Economics and Management Science, 1976
- "On the Assignment of Liability: the Uniform Case" (con P.A. Diamond), Bell Journal of Economics, 1975
- "Private Constant Returns and Public Shadow Prices"(con P.A. Diamond), RES, 1976
- "Optimal Tax Theory: A Synthesis", Journal of Public Economics, December 1976
- "Implications for Tax Rates", in Taxation and Incentives, 1976
- "Arguments for Public Expenditure" in Contemporary Economic Analysis (eds. Artis and Nobay), 1979
- "Social Benefit-Cost Analysis and the Distribution of Income", World Development, 1978
- "A Model of Optimal Social Insurance with Variable Retirement" (with P.A. Diamond), Journal of Public Economics, 1978
- "Optimal Taxation in a Stochastic Economy: A Cobb-Douglas Example" (con P.A. Diamond y J. Helms), Journal of Public Economics, 1980
- "Optimal Foreign-income taxation", Journal of Public Economics, 1982
- "The economic uses of utilitarianism", in "The Theory of Optimum Taxation", Handbook of Mathematical Economics (eds. Arrow and Intriligator), Vol.III, 1985
- "Insurance Aspects of Pensions" (con P.A. Diamond), in Pensions, Labor and Individual Choice (ed. David A. Wise), 1985
- "Payroll-tax financed social insurance with variable retirement" (con P. A. Diamond), Scandinavian Journal of Economics, 1986
- "Taxing Uncertain Incomes", Oxford Economic Papers, 1990
- "Project Appraisal and Planning Twenty Years On" (con I.M.D. Little), in Proceedings of the World Bank Annual Conference on Development Economics 1990 (eds. Stanley Fischer, Dennis de Tray y Shekhar Shah), 1991
- "Optimal Taxation of Identical Consumers when markets are incomplete" (con P.A. Diamond), in Economic Analysis of Markets and Games (ed. Dasgupta, Gale, Hart and Maskin), 1992
- "Optimal Taxation and Government Finance" in Modern Public Finance (eds. Quigley and Smolensky), 1994
- "Welfare Economics and Economies of Scale", Japanese Economic Review, 1995
- "Private Risk and Public Action: The Economies of the Welfare State", European Economic Review, 1995
- "Tax by Design: the Mirrlees Review Archivado el 19 de junio de 2021 en Wayback Machine.", J. Mirrlees, S. Adam, T. Besley, R. Blundell, S. Bond, R. Chote, M. Gammie, P. Johnson, G. Myles and J. Poterba, ISBN 978-0-19-955374-7, Oxford University Press: September 2011."